# Zona de radiació
La zona de radiació és la zona mitjana de l'interior del Sol. L'energia surt del nucli a través de la zona de radiació, per on viatja en forma de radiació electromagnètica. La zona de radiació és tan densa que les ones hi boten i reboten. L'energia pot quedar-hi atrapada durant milions d'anys.